# Uhldingen-Mühlhofen
Uhldingen-Mühlhofen est une commune allemande, dans le Bade-Wurtemberg (arrondissement du Lac de Constance), située sur la rive nord du lac de Constance, entre Überlingen et Meersburg. La commune est un lieu touristique et le lieu d'implantation du musée des palafittes d'Unteruhldingen et de l'église rococo de Birnau.